# Santa Eulàlia de Vallcanera
Santa Eulàlia de Vallcanera és una església amb elements barrocs i neoclàssics de Sils (Selva) inclosa a l'Inventari del Patrimoni Arquitectònic de Catalunya.

## Descripció
L'edifici actual és del segle xviii, però rde l'edifici romànic primitiu en resten els absis, amagats per l'edifici adossat de l'antiga rectoria. La façana és acabada amb una cornisa ondulada a la part superior i una creu de ferro fotjat. La porta principal, d'entrada al temple, és d'arc rebaixat, i al damunt, centrada a la façana, hi ha una finestra circular, a mode de petita rosassa. El parament, pintat recenment, només deixa vistes les pedres cantoneres de carreus regulars, les parets són arrebossades i pintades de color crema. Al mur del costat dret es deixa veure un gran arc de mig punt de pedra cegat. Destaca el gran campanar, de planta quadrada, acabat amb coberta de volta i amb obertures amb arc apuntat, les parets de les quals formen una base octogonal. Al capdamunt del campanar, uns merlets dentats i de forma triangular decoren la torre.
L'interior de l'església és d'una sola nau amb dues capelles laterals a la banda esquerra, cap a la dreta. Encara es conserva la pica baptismal de pedra del segle xvi. El que havia sigut la rectoria, és una casa que està adossada a llevant del temple, i és de la mateixa època que l'església. Es tracta d'un edifici de dues plantes i golfes amb estructura basilical, vessants a laterals i cornisa catalana. Totes les obertures són de llinda monolítica i rectangular i hi ha una espitllera sobre la porta d'entrada. Actualment no s'utilitza com a rectoria sinó com a casa particular.

## Història
L'acta de consagració de l'església que nasqué com a sufragània de Caldes de Malavella, data del 969. Des del 1245 va passar a ser propietat del priorat de Sant Pere Cercada. En la visita pastoral de l'any 1935, consta que el temple tenia l'altar major dedicat a la seva patrona Santa Eulàlia, d'estil renaixentista i dues capelles al costat esquerre, una dedicada al sant Crist i l'altre a la Verge del Roser. Al costat dret dues més dedicades a Sant Isidre i a la Mare de Déu de les Victòries. Hi havia una pica baptismal de pedra gòtica del segle xvi.
El mas adossat era la rectoria fins a l'any 1972.